# ديوي (مقاطعة راسك)
ديوي، مقاطعة راسك (بالإنجليزية: Dewey, Rusk County, Wisconsin)‏ هي بلدة تقع بولاية ويسكونسن في الولايات المتحدة. تبلغ مساحتها 88.2 (كم²)، وترتفع عن سطح البحر 378 م، بلغ عدد سكانها 523 نسمة في عام 2000 حسب إحصاء مكتب تعداد الولايات المتحدة وتصل الكثافة السكانية فيها 6.5 نسمة/كم2.

## وصلات خارجية
- The US50 - Cities and Towns in Wisconsin State
- Wisconsin Cities and Towns, Facts, Map, Flag, Colleges, Government, and More